# Coenosia madagascariensis
Coenosia madagascariensis este o specie de muște din genul Coenosia, familia Muscidae. A fost descrisă pentru prima dată de Seguy în anul 1957.
Este endemică în Madagascar. Conform Catalogue of Life specia Coenosia madagascariensis nu are subspecii cunoscute.